# Abenteuer Survival
Abenteuer Survival oder Ausgesetzt in der Wildnis, im englischen Original Man vs. Wild, Born Survivor: Bear Grylls oder Ultimate Survival, ist eine Survival-Dokumentarfilmreihe, die von Bear Grylls moderiert wird. In Deutschland wird die Serie von den Fernsehsendern DMAX und Discovery Channel (Stand Oktober 2010) ausgestrahlt. Die Serie wurde von der britischen Fernsehgesellschaft Diverse Bristol produziert.
Die Erstsendung war am 10. November 2006, nachdem es bereits eine Pilotepisode unter dem Namen The Rockies gegeben hatte. Es wurden bereits acht Staffeln ausgestrahlt. In einer Sondersendung, die erstmals am 2. Juni 2009 ausgestrahlt wurde, begleitete Will Ferrell Grylls zu einer Survival-Unternehmung nach Nordschweden. Im Jahr 2011 reiste Grylls in einer weiteren Sondersendung mit Jake Gyllenhaal nach Island. Im März 2012 beendete Discovery Channel seine Zusammenarbeit mit Bear Grylls aufgrund von Vertragsstreitigkeiten. Seit Februar 2013 arbeitete Grylls mit Discovery Channel wieder an einer neuen Sendung, die sechs Folgen beinhalten und bereits ausgestrahltes Material mit Interviews zeigen soll.

## Handlungsrahmen und Produktion

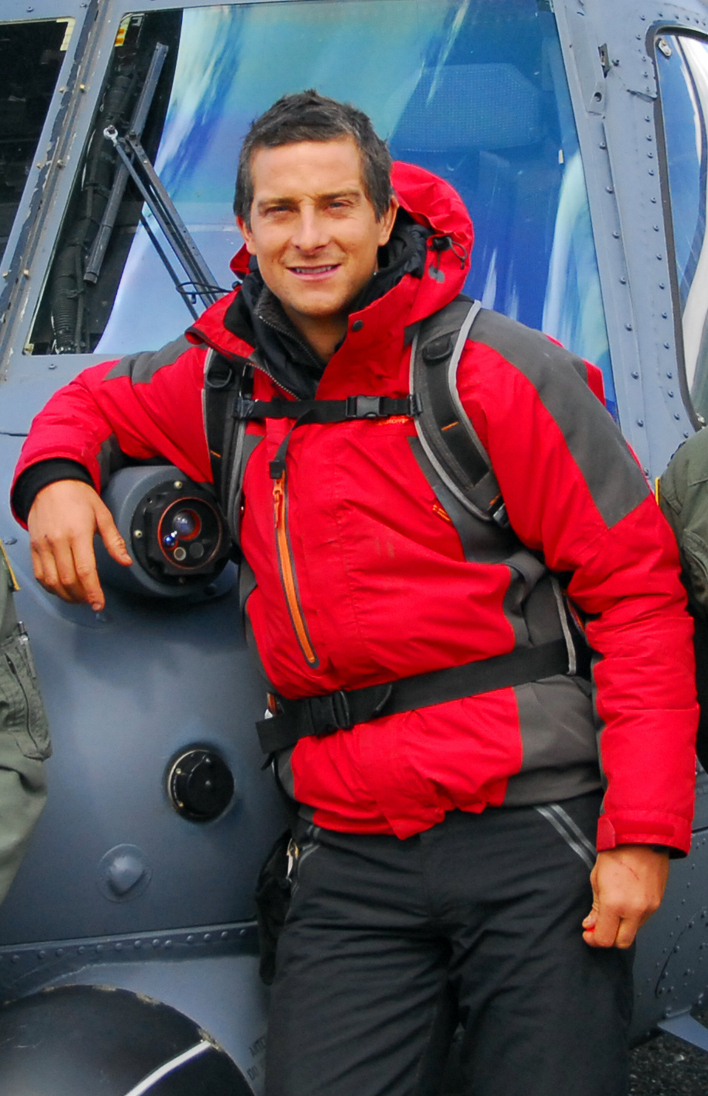
Moderator Bear Grylls

Die Handlung jeder Episode ist, dass Bear Grylls in einer jeweils anderen Region in der Wildnis ausgesetzt wird. Von da an muss er seinen Weg zurück in die Zivilisation finden und sich für gewöhnlich ein Nachtlager errichten, selbst Nahrung finden sowie unwirtlicher Witterung widerstehen. Dabei präsentiert er Methoden, die Einheimische des Gebietes und Soldaten verwenden. Grylls erzählt während der Episode über die Erlebnisse anderer Personen in der jeweiligen Region.
Die Aufnahme einer einzelnen Episode dauert ungefähr eine Woche. Vor jeder Aufnahme bereitet sich die Filmcrew eine Woche lang vor und Grylls überfliegt das Gebiet. Anschließend unterzieht sich Grylls einem zweitägigen Survivaltraining. Zu Beginn der Episoden wird ein Hinweis eingeblendet, der verdeutlicht: auch wenn Grylls präsentiert, wie man sich allein helfen kann, wird er von einem Kamerateam begleitet, das im Notfall eingreifen und weitere Helfer benachrichtigen kann. Manche Szenen werden auch gestellt, um besondere Gefahren oder Survivalmethoden zu demonstrieren.

## Rezeption

### Kritik
In den USA gab es Kritik daran, dass die Episoden den Eindruck einer echten Überlebensreise erwecken; vor allem weil das Drehteam Bear Grylls manchmal bei seinen Bauten unterstützt und er auch in Hotels übernachtet. Die Tatsache, dass Grylls nicht allein unterwegs ist, wird jedoch durch den einleitenden Hinweis und weitere Elemente, wie z. B. Anreden an den Kameramann, offensichtlich.
Zudem wurden folgende Szenen gestellt:
- Grylls selbst übernachtete mehrfach im Hotel anstatt wie in der Show vorgegeben in der Wildnis.[5] U. a. traf dies bei folgenden Gegebenheiten zu:
  - Grylls gab vor, ähnlich Robinson Crusoe auf einer einsamen Insel gestrandet zu sein, dabei war er auf einer hawaiianischen Insel und übernachtete in einem nahegelegenen Hotel.[6]
  - In der Sierra Nevada war er angeblich nur mit einer Flasche Wasser und einem Minimum an Ausrüstung der Wildnis ausgesetzt, verbrachte aber mehrere Nächte in einer Unterkunft mit TV und Internet-Zugang.[6]
- Ein Grizzlybär, der sich Grylls Lagerfeuer nähert, wurde von einem Kollegen in einem Kostüm gespielt. Die Choreographie dieser Szene wurde lange im Voraus festgelegt, da die Crew-Mitglieder Bear mit der Aktion einen Streich spielen wollten. Dennoch wurde die Szene als vermeintlich echter Vorfall gezeigt, ohne den wahren Hintergrund zu nennen. Die Geräusche wurden zum Teil von der Crew erzeugt.[7]
- Eine Schlange, die Grylls in der Show angeblich tötet und verspeist, wurde zuvor vom Filmteam tot am Straßenrand gefunden.[7]
- Ein toter Dachs, den Grylls angeblich zubereitet und verspeist, war in Wahrheit ein in Dachsfell gewickeltes Steak.[7]
- Als Grylls vorgibt, mit dem Fallschirm in einem Baum hängen geblieben zu sein, wurde er zuvor von seinem Team in einem Sicherheitsgurt-System den Baum hochgezogen.[7]
- In einer Show baut er angeblich selbst nur aus Bambus, Hibiskus und anderen Pflanzen ein Floß. Das Floß wurde aber zuvor von einem Team gebaut und anschließend für Grylls demontiert.[6]
- Als Grylls angeblich wilde Mustangs mit dem Lasso fängt, handelte es sich um zahme Pferde, die von einer nahegelegenen Ranch zum Drehort gefahren wurden.[6]
- Auf einem aktiven Vulkan hüpft Grylls über Lava und weicht giftigen Gasen aus. Diese Szene wurde mit Hilfe von heißer Kohle und Nebelmaschinen visuell verstärkt.[8]

### Auszeichnungen
Abenteuer Survival wurde für vier Preise nominiert, konnte jedoch keinen davon gewinnen.
| Jahr | Preis        | Kategorie                                          | Nominierter             | Resultat  |
| ---- | ------------ | -------------------------------------------------- | ----------------------- | --------- |
| 2008 | Eddie Award  | Best Edited Reality Series                         | Mike Denny Episode 1x10 | Nominiert |
| 2010 | Emmy         | Outstanding Cinematography for Reality Programming | Simon Reay Episode 4x08 | Nominiert |
| 2011 | ASTRA Awards | Favourite Program – International                  |                         | Nominiert |
| 2012 | ASTRA Awards | Favourite Program – International                  | Disney Channel          | Nominiert |